# Чжао, Хлоя
Чжао Тин (кит. упр. 赵婷, пиньинь Zhào Tíng, род. 31 марта 1982, Пекин, Китай), впоследствии известная как Хлоя Чжао (англ. Chloé Zhao) — американский кинорежиссёр, сценаристка и продюсер китайского происхождения. Сняла фильмы «Песни, которым меня научили братья» (2015, номинация на премию «Независимый дух»), «Наездник» (2017, тоже номинировался на «Независимый дух»), «Земля кочевников» (2020, «Золотой лев» Венецианского кинофестиваля и премия «Оскар»), «Вечные» (2021). Вторая женщина, получившая «Оскар» в номинации «Лучшая режиссура».

## Биография
Чжао Тин родилась в 1982 году в Пекине. Её отец Чжао Юджи служил топ-менеджером одной из крупнейших сталелитейных компаний Китая Shougang Group, а затем занялся девелопментом, мать работала в больнице. Когда Чжао училась в старших классах, родители развелись, второй женой отца стала Сун Даньдань, популярная комедийная актриса.
В 15 лет Чжао отправили в частную школу-интернат в Лондон, затем перевели в школу в Лос-Анджелесе. Она получила степень бакалавра политических наук в престижном колледже Маунт-Холиок, изучала кинопроизводство в Школе искусств Тиша Нью-Йоркского университета.
Дебютным полнометражным фильмом Хлои Чжао стала картина «Песни, которым меня научили братья» (2015), премьера которой состоялась на кинофестивале «Сандэнс». Второй фильм, «Наездник» (2017), был высоко оценён критиками и получил множество наград и номинаций. В сентябре 2020 года на 77-м Венецианском кинофестивале состоялась премьера третьего фильма Чжао, «Земля кочевников», получившего «Золотого льва» и признанного одним из самых выдающихся фильмов года. Чжао стала второй женщиной-режиссёром в истории кино, получившей «Оскар». Её следующая режиссёрская работа, «Вечные», вышла в ноябре 2021 года.
В апреле 2023 года стало известно, что Чжао станет режиссёром будущей экранизации романа «Хамнет», спродюсированной компанией Amblin Partners, с Джесси Бакли и Полом Мескалом в главных ролях.
После победы Чжао на «Оскаре-2021» власти Китая начали удалять любые упоминания об этом в социальных сетях и китайских поисковых системах, включая поздравления обычных пользователей. Правительственные СМИ не сообщали о достижении Чжао. Государственные репортёры заявили The Wall Street Journal, что это связано с предыдущими высказываниями режиссёра: в интервью 2013 года она отозвалась о Китае как месте, «где повсюду ложь».

## Фильмография
| Год  | Название                           | Режиссёр | Сценарист | Продюсер | Монтажёр |
| ---- | ---------------------------------- | -------- | --------- | -------- | -------- |
| 2015 | Песни, которым меня научили братья | Да       | Да        | Да       | Да       |
| 2017 | Наездник                           | Да       | Да        | Да       | Нет      |
| 2020 | Земля кочевников                   | Да       | Да        | Да       | Да       |
| 2021 | Вечные                             | Да       | Да        | Нет      | Нет      |
| 2025 | Хамнет                             | Да       | Да        | Нет      | Нет      |

## Награды и номинации
| Премия                                   | Год  | Фильм                                | Категория                                  | Результат |
| ---------------------------------------- | ---- | ------------------------------------ | ------------------------------------------ | --------- |
| Оскар                                    | 2021 | «Земля кочевников»                   |                                            |           |
| Оскар                                    | 2021 | «Земля кочевников»                   | Лучший фильм                               | Победа    |
| Оскар                                    | 2021 | «Земля кочевников»                   | Лучший режиссёр                            | Победа    |
| Оскар                                    | 2021 | «Земля кочевников»                   | Лучший адаптированный сценарий             | Номинация |
| Оскар                                    | 2021 | «Земля кочевников»                   | Лучший монтаж                              | Номинация |
| Золотой глобус                           | 2021 | «Земля кочевников»                   |                                            |           |
| Золотой глобус                           | 2021 | «Земля кочевников»                   | Лучший фильм — драма                       | Победа    |
| Золотой глобус                           | 2021 | «Земля кочевников»                   | Лучшая режиссура                           | Победа    |
| Золотой глобус                           | 2021 | «Земля кочевников»                   | Лучший сценарий                            | Номинация |
| BAFTA                                    | 2021 | «Земля кочевников»                   |                                            |           |
| BAFTA                                    | 2021 | «Земля кочевников»                   | Лучший фильм                               | Победа    |
| BAFTA                                    | 2021 | «Земля кочевников»                   | Лучший режиссёр                            | Победа    |
| BAFTA                                    | 2021 | «Земля кочевников»                   | Лучший адаптированный сценарий             | Номинация |
| BAFTA                                    | 2021 | «Земля кочевников»                   | Лучший монтаж                              | Номинация |
| Выбор критиков                           | 2021 | «Земля кочевников»                   |                                            |           |
| Выбор критиков                           | 2021 | «Земля кочевников»                   | Лучший фильм                               | Победа    |
| Выбор критиков                           | 2021 | «Земля кочевников»                   | Лучший режиссёр                            | Победа    |
| Выбор критиков                           | 2021 | «Земля кочевников»                   | Лучший адаптированный сценарий             | Победа    |
| Выбор критиков                           | 2021 | «Земля кочевников»                   | Лучший монтаж                              | Номинация |
| Премия Гильдии режиссёров Америки        | 2021 | «Земля кочевников»                   | Лучший режиссёр полнометражного фильма     | Победа    |
| Премия Гильдии продюсеров США            | 2021 | «Земля кочевников»                   | Лучший фильм                               | Победа    |
| Венецианский международный кинофестиваль | 2020 | «Земля кочевников»                   |                                            |           |
| Венецианский международный кинофестиваль | 2020 | «Земля кочевников»                   | «Золотой лев»                              | Победа    |
| Венецианский международный кинофестиваль | 2020 | «Земля кочевников»                   | Премия «Честная игра»                      | Победа    |
| Венецианский международный кинофестиваль | 2020 | «Земля кочевников»                   | Премия SIGNIS                              | Победа    |
| Международный кинофестиваль в Торонто    | 2020 | «Земля кочевников»                   | Приз зрительских симпатий («Выбор народа») | Победа    |
| Кинофестиваль в Сан-Себастьяне           | 2020 | «Земля кочевников»                   | Приз зрительских симпатий за лучший фильм  | Номинация |
| Каннский кинофестиваль                   | 2015 | «Песни, которым меня научили братья» | «Золотая камера»                           | Номинация |
| Кинофестиваль «Сандэнс»                  | 2015 | «Песни, которым меня научили братья» | Гран-при — драма                           | Номинация |